# 特羅耶納
特羅耶納 (風格化後TROJENA; 阿拉伯语：‎)是沙烏地阿拉伯塔布克省新未來城正在建造的山區旅遊勝地。特羅耶納是新未來城公布的多個地區之一，距離亞喀巴灣50公里，總面積為60平方公里，海拔1,500至2,600公尺.。本旅遊勝地是沙烏地阿拉伯2030年願景的一部分，於2022年公開，預計於2026年完工。

## 歷史
2022年3月3日，王儲穆罕默德·賓·沙爾曼宣布特羅耶納將成為沙烏地阿拉伯特大城市新未來城的一部分。該計畫符合沙烏地阿拉伯2030年願景的目標，即透過發展旅遊業，實現經濟多元化，擺脫對化石燃料的依賴。
2022年8月3日，沙烏地阿拉伯奧林匹克委員會（SOPC）向亞洲奧林匹克理事會提交了由特羅耶納第舉辦第十屆亞洲冬季運動會的申辦資料。2022年10月5日，沙烏地阿拉伯正式被選為2029年亞洲冬季運動會舉辦地。

## 外部連結
- HRH PRINCE MOHAMMED BIN SALMAN ANNOUNCES THE ESTABLISHMENT OF OXAGON, THE LARGEST FLOATING INDUSTRIAL COMPLEX IN THE WORLD
- YouTube上的NEOM | THE LINE – New Wonders for the World released 25 July 2022
- Saudi Arabia announces plans for the car-free linear city called The Line, 170 kilometers long as Part of Neom Project 的存檔，存档日期23 March 2021.